# Hail to the King
| Совокупная оценка      | Совокупная оценка |
| Источник               | Оценка            |
| ---------------------- | ----------------- |
| Metacritic             | 70/100            |
| Оценки критиков        |                   |
| Источник               | Оценка            |
| About.com              | [ 2 ]             |
| Allmusic               | [ 3 ]             |
| Alternative Press      | [ 4 ]             |
| Artistdirect           | [ 5 ]             |
| Exclaim!               | 4/10              |
| The Guardian           | [ 7 ]             |
| Loudwire               | [ 8 ]             |
| The New Zealand Herald | [ 9 ]             |
| The Oakland Press      | [ 10 ]            |
| Rolling Stone          | [ 11 ]            |

Hail to the King (с англ. — «Да здравствует король»») — шестой студийный альбом американской хэви-метал группы Avenged Sevenfold, который вышел в свет 27 августа 2013 года на лейбле Warner Bros. Records. Продюсером альбома является Майк Элизондо. Единственный альбом с барабанщиком Эрином Элахаем, который присоединился к группе в 2011 году в качестве сессионного барабанщика, стал официальным участником в 2013 году и покинул группу в 2015 году.
Hail To The King получил статус золотого, разойдясь в количестве превышающем 500’000 копий и стал вторым альбомом в творчестве группы, дебютировавшим в Billboard на первом месте.

## Предыстория
15 ноября 2012 года вокалист группы М. Шэдоус заявил, что группа работала над новым альбомом с момента записи сингла «Carry On» в августе 2012. В декабре группа сообщила, что планирует начать запись в январе 2013 года и выпустить альбом в том же году.
Группа выложила на YouTube четыре тизера, содержащие фрагменты студийной работы и новых песен. 26 июня были официально опубликованы название, обложка и дата релиза альбома. Выход сингла с заглавной песней «Hail to the King» был запланирован на 15 июля 2013 года. В интервью журналу Kerrang! М. Шэдоус раскрыл названия четырёх песен нового альбома: «Shepherd of Fire», «Requiem», «Planets» и «Acid Rain».
20 августа (за неделю до официального релиза) альбом попал в Интернет.

## Список композиций
| №                   | Название            | Длительность |
| ------------------- | ------------------- | ------------ |
| 1.                  | «Shepherd of Fire»  | 5:22         |
| 2.                  | «Hail to the King»  | 5:04         |
| 3.                  | «Doing Time»        | 3:27         |
| 4.                  | «This Means War»    | 6:09         |
| 5.                  | «Requiem»           | 4:23         |
| 6.                  | «Crimson Day»       | 4:57         |
| 7.                  | «Heretic»           | 4:55         |
| 8.                  | «Coming Home»       | 6:26         |
| 9.                  | «Planets»           | 5:56         |
| 10.                 | «Acid Rain»         | 6:38         |
| Общая длительность: | Общая длительность: | 53:17        |

| №                   | Название                         | Длительность |
| ------------------- | -------------------------------- | ------------ |
| 11.                 | «Hail to the King» (music video) | 5:13         |
| 12.                 | «St. James»                      | 5:01         |
| Общая длительность: | Общая длительность:              | 1:03:31      |

## Чарты и сертфиикации
| Чарт (2013)                            | Позиция |
| -------------------------------------- | ------- |
| Австралия (ARIA)                       | 2       |
| Австрия (Ö3 Austria)                   | 3       |
| Бельгия/Фландрия (Ultratop)            | 30      |
| Бельгия/Валлония (Ultratop)            | 23      |
| Бразилия (ABPD)                        | 1       |
| Канада (Canadian Albums Chart)         | 1       |
| Дания (Hitlisten)                      | 6       |
| Нидерланды (Album Top 100)             | 6       |
| Финляндия (Suomen virallinen lista)    | 1       |
| Франция (SNEP)                         | 25      |
| Германия (Offizielle Top 100)          | 5       |
| Венгрия (MAHASZ)                       | 8       |
| Ирландия (IRMA)                        | 1       |
| Италия (Classifica album)              | 8       |
| Япония (Oricon)                        | 15      |
| Новая Зеландия (RMNZ)                  | 3       |
| Норвегия (VG-lista)                    | 3       |
| Швейцария (Schweizer Hitparade)        | 5       |
| Швеция (Sverigetopplistan)             | 4       |
| Испания (PROMUSICAE)                   | 12      |
| Великобритания (UK Albums Chart)       | 1       |
| США (Billboard 200)                    | 1       |
| США (Billboard Top Alternative Albums) | 1       |
| США (Billboard Top Hard Rock Albums)   | 1       |
| США (Billboard Top Rock Albums)        | 1       |

### Годовые чарты
| Чарт (2013)                     | Позиция |
| ------------------------------- | ------- |
| US Billboard 200                | 82      |
| US Billboard Alternative Albums | 12      |
| US Billboard Hard Rock Albums   | 3       |
| US Billboard Rock Albums        | 16      |
| Чарт (2014)                     | Позиция |
| US Billboard 200                | 88      |
| US Billboard Alternative Albums | 12      |
| US Billboard Hard Rock Albums   | 3       |
| US Billboard Rock Albums        | 18      |

### Сертификации
| Регион                                                      | Сертификация | Продажи  |
| ----------------------------------------------------------- | ------------ | -------- |
| Канада (Music Canada)                                       | Платиновый   | 80 000^  |
| Великобритания (BPI)                                        | Золотой      | 100 000  |
| США (RIAA)                                                  | Золотой      | 500 000^ |
| ^ Данные о тиражах приведены только на основе сертификации. |              |          |

## Участники записи
Avenged Sevenfold
- М. Шэдоус — вокал
- Заки Вэндженс — ритм-гитара, бэк-вокал
- Синистер Гейтс — ритм- и соло-гитара, бэк-вокал
- Джонни Крайст — бас гитара
- Эрин Элахай — ударные

Производство
Майк Элизондо — продюсер